# Wagner Maniçoba de Moura
Wagner Maniçoba de Moura, més conegut com a Wagner Moura, (Salvador, 27 de juny de 1976) és un actor de cinema, televisió i teatre brasiler, conegut pel seu paper de Capità Roberto Nascimento, protagonista del film de 2007 Elite Squad i com a Spider al film de ciència-ficció del 2013 Elysium. En la sèrie de Netflix Narcos va interpretar a Pablo Escobar. Moura va néixer a Salvador, una ciutat de la Regió Nord-est del Brasil, però va créixer a Rodelas, Estat de Bahia. Fill d'Alderiva i José Moura, als 13 va retornar a Salvador, Bahia. Es va graduar en periodisme a la Universidade Federal da Bahia. El 1997 va aparèixer en la pel·lícula Woman on Top protagonitzada per Penélope Cruz. A més de la seva carrera com a actor, Moura és un lletrista i vocalista d'una banda anomenada Sua Mãe (la seva mare).

## Filmografia

### Pel·lícula
| Any  | Títol                         | Paper                                              |
| ---- | ----------------------------- | -------------------------------------------------- |
| 1998 | Pop Killer                    |                                                    |
| 1999 | Rádio Gogó                    | Replay                                             |
| 2000 | Woman on Top                  | Rafi                                               |
| 2001 | Behind the Sun                | Matheus                                            |
| 2002 | The Three Marias              | Jesuíno Cruz                                       |
| 2003 | God Is Brazilian              | Taoca                                              |
| 2003 | O homem do ano                | Suel                                               |
| 2003 | Carandiru                     | Zico                                               |
| 2003 | The Middle of the World       | Romão                                              |
| 2004 | Nina                          | Blind Man                                          |
| 2005 | Lower City                    | Naldinho                                           |
| 2005 | A Máquina                     | TV Host                                            |
| 2007 | Ó Paí, Ó                      | Boca                                               |
| 2007 | Saneamento Básico             | Joaquim                                            |
| 2007 | Elite Squad                   | Capità Roberto Nascimento                          |
| 2008 | Romance                       | Pedro                                              |
| 2008 | Blackout                      | Marcelo                                            |
| 2009 | They Killed Sister Dorothy    | Narrator (versió brasilera)                        |
| 2010 | Elite Squad: The Enemy Within | Lieutenant Colonel Roberto Nascimento              |
| 2010 | VIPs                          | Marcelo da Rocha                                   |
| 2011 | O Homem do Futuro             | João (Zero)                                        |
| 2013 | Father's Chair                | Theo                                               |
| 2013 | Elysium                       | Spider                                             |
| 2013 | Serra Pelada                  | Lindo Rico                                         |
| 2013 | Futuro Beach                  | Donato                                             |
| 2014 | Rio, I Love You               | Gui                                                |
| 2014 | Trash                         | José Angelo                                        |
| 2017 | Vidas Cinzas                  | Ell mateix (curtmetratge)                          |
| 2019 | Marighella                    | Director                                           |
| 2019 | Wasp Network                  | Juan Pablo Roque                                   |
| 2020 | Sergio                        | Sérgio Vieira de Mello; producció; i postproducció |

### Televisió
| Any       | Títol                   | Paper                             | Notes            |
| --------- | ----------------------- | --------------------------------- | ---------------- |
| 2003      | Carga Pesada            | Pedrinho                          | TV-series        |
| 2005      | A Lua Me Disse          | Gustavo Bogari                    | telenovel·la     |
| 2006      | JK                      | Juscelino Kubitschek (ages 18–43) | Mini serie       |
| 2007      | Sexo Frágil             | Edu/Magali                        | TV-series        |
| 2007      | Paraíso Tropical        | Olavo Novaes                      | telenovel·la     |
| 2013      | A Menina Sem Qualidades | Alex's Father                     | Mini-series      |
| 2015–2016 | Narcos                  | Pablo Escobar                     | sèrie de Netflix |
| 2018-2021 | Narcos: Mexico          | Pablo Escobar                     | 1 episodi        |
| 2022      | Shining Girls           | Dan Velazquez                     | sèrie Apple TV   |